# جيثرو تل (فريق روك)

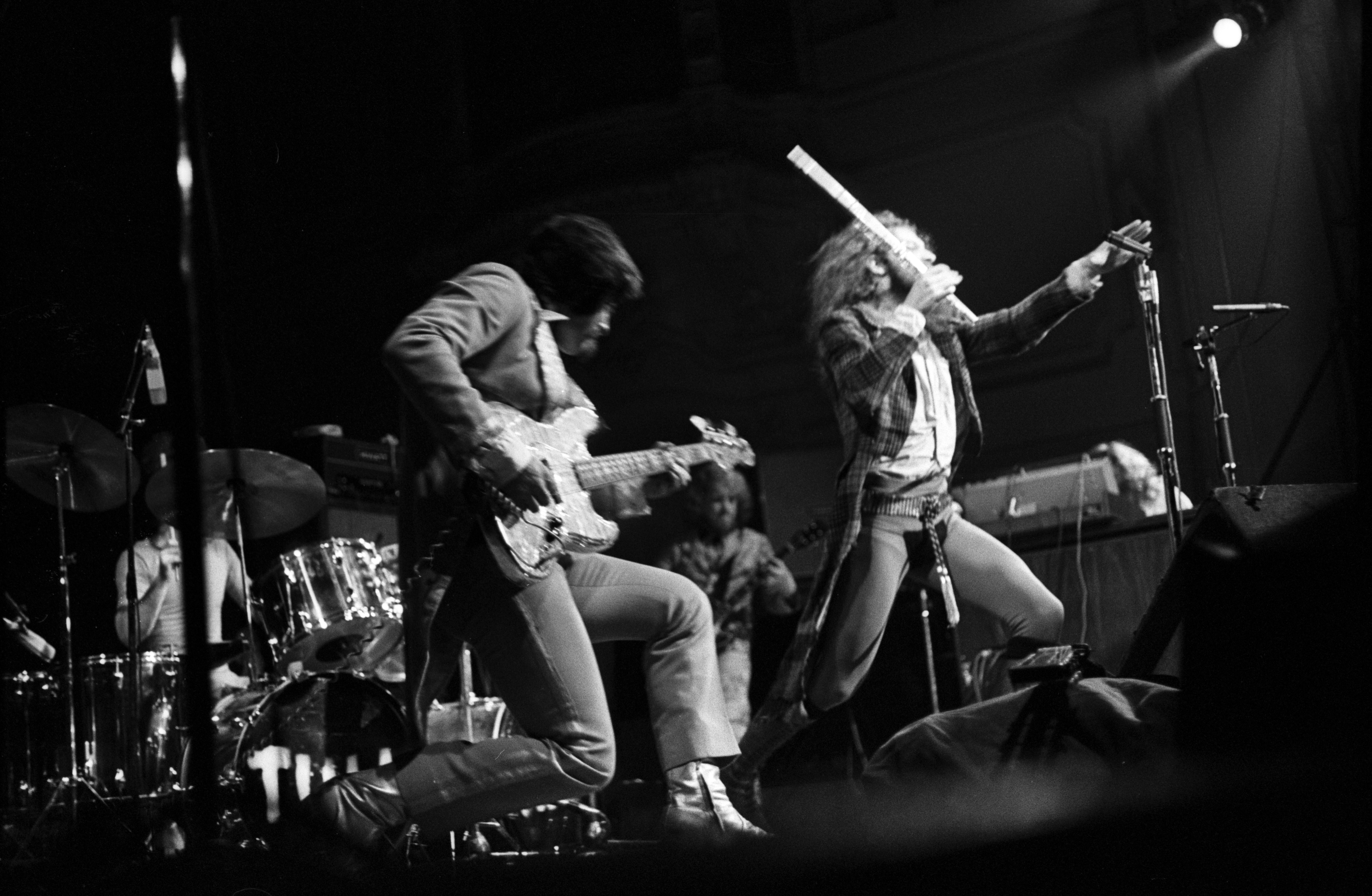
جيثرو تل

جيثرو تل (بالإنجليزية: Jethro Tull) فريق روك بريطاني تشكل في منطقة بلاكبول، إنجلترا، في عام 1967. عزف الفريق في البداية موسيقى بلوز روك، وجاز فيوجن، وسرعان ما ضم الفريق عناصر لعزف الموسيقى الكلاسيكية، والهارد روك، والفولكلور، وهكذا شكل صوتًا مميزًا لموسيقى الروك التقدمية. تم تسمية الفريق على اسم عالم الزراعة البريطاني في القرن الثامن عشر، جثرو تال. 

## أعضاء الفريق
قائد الفريق والملحن الأساسي هو إيان أندرسون، عازف متعدد الآلات يعزف بشكل أساسي على الجيتار الصوتي والناي، وهو أيضًا المطرب الرئيسي. تميزت المجموعة باستبدال للموسيقيين على مدار العقود، بما في ذلك المساهمين المهمين مثل عازف الجيتار الكهربائي مارتن بار (العضو الأطول خدمة إلى جانب أندرسون) وعازفي لوحة المفاتيح جون إيفان  ودي بالمر  وبيتر جون فيتيز وأندرو جيدينجز وعازفي الطبول كلايف بنكر، وباري «باريمور» بارلو، ودوان بيري، وعازفو الجيتارات جلين كورنيك، وجيفري هاموند، وجون جلاسكوك، وديف بيج، وجوناثان نويس.

## قائمة ألبومات الفريق
كان هذا (1968) This Was                              
انهض (1969) Stand Up                             
بينيفت (1970) Benefit 
أكوالانج (البائس) (1971) Aqualung                         
سميك كالقرميد (1972) Thick as a Brick                          
مسرحية عاطفية (1973) A Passion Play                          
طفل الحرب (1974) War Child                         
المنشد في المعرض (1975) Minstrel in the Gallery              
قديمة جدًا على موسيقى الروك أند رول: صغار جدًا للموت! (1976) Too Old to Rock 'n' Roll: Too Young to Die
أغاني من الغابة (1977) Songs from the Wood              
الخيول الثقيلة (1978) Heavy Horses                  
العاصفة القادمة (1979) Stormwatch             
أ (1980) A 
ذا برودزيف والوحش (1982) The Broadsword and the Beast          
تحت الأغطية (1984) Under Wraps                     
كريست أوف نايف (1987) Crest of a Knave                    
جزيرة روك (1989) Rock Island                     
ارتفاع سمك السلور (1991) Catfish Rising                    
الجذور إلى الفروع (1995) Roots to Branches                
جي-تول دوت كوم (1999) J-Tull Dot Com                    
ألبوم عيد الميلاد لجثرو تل (2003) The Jethro Tull Christmas Album            
الجين المتعصب (2022) The Zealot Gene                  

## وصلات خارجية
https://jethrotull.com/ جيثرو تل (فريق روك)
http://www.tullpress.com/ جيثرو تل (فريق روك)
https://www.imdb.com/name/nm1432618/ جيثرو تل (فريق روك)
https://www.discogs.com/artist/30122-Jethro-Tull جيثرو تل (فريق روك)
https://www.youtube.com/watch?v=OYQaJ_bcToI جيثرو تل (فريق روك)
https://www.allmusic.com/artist/jethro-tull-mn0000850692/biography جيثرو تل (فريق روك)